# دایره تومینیان
دایره تومینیان (به لاتین: Tominian Cercle) یک منطقهٔ مسکونی در مالی است که در استان سگو واقع شده‌است. دایره تومینیان ۶٬۵۷۳ کیلومتر مربع مساحت و ۲۱۹٬۸۵۳ نفر جمعیت دارد.